# MÄR 魔法世界
《MÄR 魔兵傳奇》（日语：MÄR、メル）是安西信行創作的日本漫畫作品，2003年起在小學館的《週刊少年Sunday》連載，直到2006年完结，單行本共15冊。改編電視動畫自2005年4月開始播放，至2007年完結，全102話。2006年開始連載續篇《MÄRΩ》，原作為安西信行，星野倖一郎作畫，全4册。
標題「MÄR」源自德語詞彙（童話故事）。第一部講述國二學生虎水銀太穿越到異世界，使用六年前魅影所持有的稀有ÄRM巴波和伙伴一起對抗戰鬥集團西洋棋兵隊，第二部MÄRΩ講述不會使用贗品ÄRM的少年凱伊繼承巴波和伙伴一起對抗贗品組織，故事中有大量取材自如《綠野仙蹤》、《白雪公主》、《冰雪女王》等童話的情節或超能力。

## 故事

### 設定
故事主要發生於名為MÄR Heaven的魔法世界，這個世界的魔法道具統稱為ÄRM，是使用魔法雕塑成的銀製飾品，並依據性質有多種分類，包括做為武器直接使用的武器ÄRM、具獨立個體可自主行動的守護者ÄRM、借用自然元素能量的自然ÄRM、涉及時空的次元ÄRM、具詛咒性質的暗黑ÄRM、可解除詛咒或治療的神聖ÄRM。使用這些道具的人稱為ÄRM使者。主角持有的ÄRM巴波是舉世罕見、擁有自我意識的ÄRM。

### 魔兵傳奇
對異世界抱持憧憬的中學二年級學生虎水銀太被魔法召喚至異世界「MÄR Heaven」，銀太和失去記憶的ÄRM巴波相遇，並在找尋回到原本世界的方法的過程中，結交到幾位夥伴，包括農夫傑克、惡名遠播的魔女桃樂絲、城堡被西洋棋兵隊竊據的雷斯特瓦國繼承人白雪公主以及十字軍成員艾倫。
銀太遇見將他召喚至這個世界的十字軍成員阿爾維斯，阿爾維斯表示召喚銀太的目的是希望他消滅以ÄRM為非作歹的集團「西洋棋兵隊」，該集團在六年前被十字軍打敗，如今殘黨聚集並預備東山再起，阿爾維斯還透露巴波的原主人是西洋棋兵隊的關鍵人物魅影，西洋棋兵隊發動第二次戰爭，在銀太等人修練時，佔領了世界的四成，為了對抗西洋棋兵隊，銀太等人組成了「MÄR」隊伍，和阿爾維斯、盜賊頭目那那西一起參與西洋棋兵隊舉辦的戰爭遊戲，過程中銀太得知自己的父親便是前一次被召喚至此並率領十字軍擊潰西洋棋兵隊的「主人」。
銀太等人和西洋棋兵隊總共進行七輪戰爭遊戲，雙方捉對廝殺，桃樂絲在過程中得知自己的姊姊黛安娜是西洋棋兵隊的「皇后」，並且是白雪的繼母，她一手策畫了西洋棋兵隊和十字軍的鬥爭，在第六輪戰鬥時，白雪遭到黛安娜的手下綁架，銀太和夥伴們在最終決戰中擊敗了魅影及除魅影外最強的五位西洋棋兵隊騎士級成員，讓魅影和西洋棋兵隊敗逃到根據地雷斯特瓦城。
銀太和夥伴們追擊至雷斯特瓦城，阿爾維斯將魅影徹底消滅，解除他對自己施加的詛咒；桃樂絲殺死了黛安娜，粉碎她征服世界的野心，在救出白雪之後，銀太和西洋棋兵隊的「國王」、竊占自己父親軀體的邪惡意志水晶球展開決戰，不但成功消滅邪惡意志水晶球，還讓父親的意志回到他的軀體內，讓父親復活，大戰告終，MÄR Heaven世界回歸和平，而銀太和他父親也回到日本。
改編動畫的架構大致與漫畫相符，惟插入不少動畫原創內容，並大幅修改了後期劇情以及部分角色的命運。

### 魔兵傳奇Ω
前一部故事結束後六年，世界再度陷入危機。三百年前被巴波擊敗的魔法師溫威塔復活，並利用會吸取生命、控制人心的贗品ÄRM，打算對巴波復仇。
無法使用ÄRM的少年凱伊相當崇拜銀太，某日他被西洋棋兵隊餘黨搶劫時撿到巴波，並陷入危機，雖然他和他的青梅竹馬愛麗莎在阿爾維斯的幫助下脫困，但他的故鄉卻被挾為人質，為了調查贗品ÄRM，阿爾維斯帶凱伊、巴波、愛麗莎前往巴波的故鄉卡魯帝亞，結識了溫威塔的後裔印果，得知此事的始作俑者是溫威塔。
凱伊一行人拜別阿爾維斯跟桃樂絲並與那那西會面開始尋找保存巴波的記憶的魔石，試圖從中找出擊敗溫威塔的線索，而溫威塔也派出手下襲擊他們，在與溫威塔的手下交戰時，凱伊得知巴波在人形時創造的「Ω」具有消滅贗品ÄRM的力量，他還和故鄉同樣遭受威脅、不得不為虎作倀的少女凱兒妲相遇，就在凱伊和凱兒妲好不容易打破隔閡、建立信賴關係時，凱兒妲卻為了救凱伊而犧牲。
凱伊一行人來到人魚島，在人魚以及原挾持凱伊故鄉的贗品ÄRM使者古蓋爾的幫助下擊敗其中一個Masterpiece，之後他們跟那那西、阿爾維斯跟桃樂絲會合，抵達溫威塔的城堡，正準備擊倒溫威塔，但溫威塔卻被手下亞德摩斯背叛並遭到消滅，面對自詡為神、挾持凱兒妲的亞德摩斯，凱伊將積蓄在體內三百年的魔力全部爆發，成功施展出「Ω」，擊潰世上所有的贗品ÄRM。
亞德摩斯落敗後灰飛煙滅而亡，凱伊與愛麗莎跟其他夥伴們分道揚鑣，故事以凱伊和凱兒妲攜手作結。

## 出版書籍
MÄR
| 冊數 | 小學館         | 小學館             | 青文出版社     | 青文出版社             |
| 冊數 | 發售日期       | ISBN               | 發售日期       | ISBN                   |
| ---- | -------------- | ------------------ | -------------- | ---------------------- |
| 1    | 2003年5月17日  | ISBN 4-09-126441-7 | 2003年11月25日 | ISBN 957-50-9647-9     |
| 2    | 2003年7月18日  | ISBN 4-09-126442-5 | 2004年1月30日  | ISBN 957-50-9717-3     |
| 3    | 2003年10月18日 | ISBN 4-09-126443-3 | 2004年6月10日  | ISBN 957-50-9860-9     |
| 4    | 2004年1月17日  | ISBN 4-09-126444-1 | 2004年8月30日  | ISBN 957-50-9904-4     |
| 5    | 2004年4月17日  | ISBN 4-09-126445-X | 2004年10月10日 | ISBN 957-50-9966-4     |
| 6    | 2004年6月18日  | ISBN 4-09-126446-8 | 2005年1月20日  | ISBN 986-15-6056-4     |
| 7    | 2004年9月17日  | ISBN 4-09-126447-6 | 2005年2月25日  | ISBN 986-15-6101-3     |
| 8    | 2004年12月17日 | ISBN 4-09-126448-4 | 2005年4月20日  | ISBN 986-15-6130-7     |
| 9    | 2005年3月18日  | ISBN 4-09-126449-2 | 2005年6月20日  | ISBN 986-15-6222-2     |
| 10   | 2005年6月16日  | ISBN 4-09-126450-6 | 2005年6月20日  | ISBN 986-15-6272-9     |
| 11   | 2005年9月16日  | ISBN 4-09-127331-9 | 2005年11月20日 | ISBN 978-986-15-6389-3 |
| 12   | 2005年12月15日 | ISBN 4-09-127332-7 | 2006年2月15日  | ISBN 978-986-15-6480-7 |
| 13   | 2006年3月17日  | ISBN 4-09-120125-3 | 2006年5月15日  | ISBN 978-986-15-6582-8 |
| 14   | 2006年6月16日  | ISBN 4-09-120380-9 | 2006年8月20日  | ISBN 978-986-15-6649-8 |
| 15   | 2006年8月11日  | ISBN 4-09-120575-5 | 2006年11月15日 | ISBN 978-986-15-6748-8 |

| 冊數 | 小學館         | 小學館                 |
| 冊數 | 發售日期       | ISBN                   |
| ---- | -------------- | ---------------------- |
| 1    | 2012年11月16日 | ISBN 978-4-09-124082-8 |
| 2    | 2012年12月18日 | ISBN 978-4-09-124083-5 |
| 3    | 2013年1月18日  | ISBN 978-4-09-124084-2 |
| 4    | 2013年2月18日  | ISBN 978-4-09-124085-9 |
| 5    | 2013年3月18日  | ISBN 978-4-09-124086-6 |
| 6    | 2013年4月18日  | ISBN 978-4-09-124087-3 |
| 7    | 2013年5月17日  | ISBN 978-4-09-124088-0 |
| 8    | 2013年6月18日  | ISBN 978-4-09-124089-7 |

MÄRΩ
| 冊數 | 小學館         | 小學館                 | 青文出版社     | 青文出版社            |
| 冊數 | 發售日期       | ISBN                   | 發售日期       | ISBN                  |
| ---- | -------------- | ---------------------- | -------------- | --------------------- |
| 1    | 2006年12月16日 | ISBN 4-09-120690-5     | 2007年5月3日   | ISBN 978-986-156866-9 |
| 2    | 2007年2月16日  | ISBN 978-4-09-121019-7 | 2007年6月1日   | ISBN 978-986-156968-0 |
| 3    | 2007年5月18日  | ISBN 978-4-09-121067-8 | 2007年7月20日  | ISBN 978-986-209008-4 |
| 4    | 2007年8月10日  | ISBN 978-4-09-121159-0 | 2007年11月14日 | ISBN 978-986-209137-1 |

### 相關書籍
導讀手冊
MAR魔兵傳奇官方完全導覽手冊（MAR メル 公式ファンブック AKT.SILVER）
| 冊數 | 小學館        | 小學館             | 青文出版社    | 青文出版社         |
| 冊數 | 發售日期      | ISBN               | 發售日期      | ISBN               |
| ---- | ------------- | ------------------ | ------------- | ------------------ |
| 全   | 2005年7月15日 | ISBN 4-09-127772-1 | 2006年2月10日 | ISBN 986-15-6483-7 |

## 電視動畫

### 製作團隊
- 原作 - 安西信行（小學館）
- 監督 - 奥脇雅晴（1話〜52話）→川口敬一郎（53話〜最終話）
- 指導 - 野村敦司、澤邊伸政、斎藤裕
- 系列構成 - 武上純希
- 人物設計、總作畫監督 - 小丸敏之
- 機械（ÄRM設定）設計 - 蝦名康哲（1話〜51話）→今野幸一（52話〜最終話）
- 美術監督 - 梶原芳郎
- 色彩設計 - 黒柳朋子
- 攝影監督 - ひろちけんじ
- 編輯 - 小峰博美
- 音響監督 - 渡邊淳
- 音樂 - 池田大介
- 企劃協力 - 小学館人物事業中心
- 3DCG製作 - 小學館音樂&數位 娛樂
- 執行製作人 - 下地志直（1話〜26話）
- 動畫製作人 - 桜井涼介
- 製作人 - 笹村武史（1〜10話）→青木俊志（11〜71話）→岩田伸一（72〜最終話）、古市直彦
- 動畫製作 - SynergySP
- 製作 - 東京電視台、小學館Production

### 主題歌

#### 片頭曲
「君の思い描いた夢 集メル HEAVEN」（第1話〜第26話）
作詞 - AZUKI七 / 作曲 - 中村由利 / 編曲 - 古井弘人 / 歌 - GARNET CROW
「晴れ時計」（第27話〜第51話）
作詞 - AZUKI七 / 作曲 - 中村由利 / 編曲 - 古井弘人 / 歌 - GARNET CROW
「夢・花火」（第52話〜第77話）
作詞 - AZUKI七 / 作曲 - 中村由利 / 編曲 - 古井弘人 / 歌 - GARNET CROW
「風とRAINBOW」（第78話〜第102話）
作詞 - AZUKI七 / 作曲 - 中村由利 / 編曲 - 古井弘人 / 歌 - GARNET CROW

#### 片尾曲
「I just wanna hold you tight」（第1話〜第13話）
作詞・作曲・歌 - 小松未歩 / 編曲 - 小林哲
「不機嫌になる私」（第14話〜第26話）
作詞・作曲 - 小松未歩 / 編曲 - MissTy / 歌 - 岩田小百合
「毎日アドベンチャー」（第27話〜第39話）
作詞・歌 - スパークリング☆ポイント / 作曲 - 三好誠 / 編曲 - 大賀好修
「桜色」（第40話〜第51話）
作詞 - AZUKI七 / 作曲 - 桂花 / 編曲 - 小林哲 / 歌 - 竹井詩織里
「MIRACLE」（第52話〜第64話）
作詞・歌 - 愛内里菜 / 作曲 - 大野愛果 / 編曲 - 葉山武
「今宵エデンの片隅で」（第65話〜第77話）
作詞 - AZUKI七 / 作曲 - 中村由利 / 編曲 - 古井弘人 / 歌 - GARNET CROW
「もう心揺れたりしないで」（第78話〜第90話）
作詞・作曲・歌 - 北原愛子 / 編曲 - 古井弘人
「この手を伸ばせば」（第91〜第101話）
作詞 - AZUKI七 / 作曲 - 中村由利 / 編曲 - 古井弘人 / 歌 - GARNET CROW
「君の思い描いた夢 集メル HEAVEN」（最終話）

### 各話列表
| 話數 | 標題 | 中文標題                            | 腳本                | 分鏡                  | 演出         | 作畫監督            | 播放日期      |
| ---- | ---- | ----------------------------------- | ------------------- | --------------------- | ------------ | ------------------- | ------------- |
| 1    | !    | 開啟吧，異世界的大門                | 武上純希            | 奥脇雅晴              | 小高義規     | 長森佳容            | 2005年 4月3日 |
| 2    |      | 傳說中的ÄRM，巴波                   | 武上純希            | 奥脇雅晴              | のがみかずお | 斉藤和也            | 4月10日       |
| 3    |      | 傑克！戰鬥銀鏟發動                  | 神戶一彥            | 千葉大輔 植田秀仁     | 千葉大輔     | 岡辰也              | 4月17日       |
| 4    |      | 銀太，把巴波搶回來                  | 早川正              | 奧村吉昭              | 奧村吉昭     | 李豪世              | 4月24日       |
| 5    |      | 神秘美少年，阿爾維斯                | 植田浩二            | 奥脇雅晴              | 小林哲也     | 江森真理子          | 5月1日        |
| 6    |      | 冰中的少女，白雪                    | 植田浩二            | 松園公                | 小高義規     | 長森佳容            | 5月8日        |
| 7    |      | 醒過來吧，另一個艾德華              | 早川正              | 奥脇雅晴 のがみかずお | 久保山英一   | 田中薫              | 5月15日       |
| 8    |      | 復活的騎士，魅影                    | 神戶一彥            | 小林哲也              | 千葉大輔     | 岡辰也              | 5月22日       |
| 9    |      | 修練之門 梅利樂與布莫露             | 武上純希            | 奧村吉昭              | 奧村吉昭     | 李豪世              | 5月29日       |
| 10   |      | 第二次MAR HEAVEN大戰                | 植田浩二            | 奥脇雅晴              | 小林哲也     | 江森真理子          | 6月5日        |
| 11   |      | 讓你們瞧瞧，巴波變形系列之二        | 早川正              | 松園公                | 福田貴之     | 小丸敏之            | 6月12日       |
| 12   |      | 魯貝利亞的老大，那那西              | 神戶一彥            | 奥脇雅晴              | おゆなむ     | 江原康之            | 6月19日       |
| 13   |      | 地底湖之戰，那那西對歐路戈          | 植田浩二            | 植田秀仁              | 千葉大輔     | 岡辰也              | 6月26日       |
| 14   |      | 巴波變形系列三 出來吧，石翼魔       | 武上純希            | 奧村吉昭              | 奧村吉昭     | 李豪世              | 7月3日        |
| 15   |      | 第七名夥伴約翰皮奇                  | 植田浩二            | 奥脇雅晴              | 千葉大輔     | こひらかずと        | 7月10日       |
| 16   |      | 戰爭遊戲開始                        | 早川正              | 奧村吉昭              | 藤本義孝     | 石川哲也            | 7月17日       |
| 17   |      | 第一回合戰鬥，阿爾維斯VS雷諾        | 神戶一彥            | 松園公                | 岡崎幸男     | 江原康之 登坂晋     | 7月24日       |
| 18   |      | 第一回合之二，傑克VS芭諾            | 武上純希            | 小林哲也              | 小林哲也     | 江森真理子          | 7月31日       |
| 19   |      | 銀太隊長！石翼魔VS蓋隆              | 神戶一彥            | 大知直道              | 大知直道     | 草刈大介            | 8月7日        |
| 20   |      | 再次進入修煉之門 讓我來教你怎麼打架 | 早川正              | 奥脇雅晴              | 福田貴之     | 石川哲也            | 8月14日       |
| 21   |      | 沙漠區奮戰的公主                    | 神戶一彥            | 奧村吉昭              | 奧村吉昭     | 曾我篤史            | 8月21日       |
| 22   |      | 那那西VS洛可，詛咒稻草人            | 武上純希            | 松園公                | 岡崎幸男     | 櫻井木之實          | 8月28日       |
| 23   |      | 驚人的魔女，桃樂絲                  | 神戶一彥            | 小林哲也              | 小林哲也     | 江森真理子          | 9月4日        |
| 24   |      | 魅影一個人獨享的樂趣                | 植田浩二            | 奥脇雅晴              | 畠山茂樹     | 草刈大介            | 9月11日       |
| 25   |      | 遲來的人，艾倫                      | 武上純希            | 奥脇雅晴              | 福田貴之     | 宇中仁              | 9月18日       |
| 26   |      | 展現男子氣概的傑克，魔法磨菇        | 神戶一彥            | 奧村吉昭              | 奧村吉昭     | 曾我篤史            | 9月25日       |
| 27   |      | 我絕不會輸的 火山群中的白雪         | 早川正              | 奥脇雅晴              | 岡崎幸男     | 櫻井木之實          | 10月2日       |
| 28   |      | 詛咒蠟燭 銀太VS卡諾奇               | 武上純希            | 植田秀仁              | 小林哲也     | 江森真理子          | 10月9日       |
| 29   |      | 另一個殭屍刺青 阿爾維斯VS羅藍       | 植田浩二            | 大知直道              | 大知直道     | 草刈大介            | 10月16日      |
| 30   |      | 戰慄，魅影與13星座騎士              | 植田浩二            | 武蔵境考              | 福田貴之     | 槙田一章            | 10月23日      |
| 31   |      | 影子對戰 石翼魔VS黑影石翼魔         | 武上純希            | 大関雅幸              | 大関雅幸     | 曾我篤史            | 10月30日      |
| 32   |      | 平靜的鬥志，阿爾維斯的力量          | 神戶一彥            | 大平直樹              | 岡崎幸男     | 島田賢志 古谷田順久 | 11月6日       |
| 33   |      | 傑克會怎樣 桃樂絲怎麼辦             | 静谷伊佐夫          | おおそ独犬            | 山口美浩     | 氏家嘉宏 野道佳代   | 11月13日      |
| 34   |      | 亞可亞，可可與那那西的作風          | 高橋奈津子          | 奥脇雅晴              | 菅井嘉浩     | 植田理恵            | 11月20日      |
| 35   |      | 奇洛姆的反攻 艾克拉VS石翼魔         | 植田浩二            | 奧村吉昭              | 福田貴之     | 槙田一章            | 11月27日      |
| 36   |      | 桃樂絲VS拉普潔 唱吧，瘋狂娃娃       | 神戶一彥            | 大関雅幸              | 大関雅幸     | 曾我篤史            | 12月4日       |
| 37   |      | 魔法王國，卡魯帝亞                  | 武上純希            | 向中野義雄            | 向中野義雄   | 近藤優次            | 12月11日      |
| 38   |      | 侵略者魅影 銀太激戰的結果           | 植田浩二            | 奥脇雅晴              | 岡崎幸男     | 島田賢志            | 12月18日      |
| 39   |      | 喜歡小孩的騎士，亞修                | 静谷伊佐夫          | 井草かほる            | 山口美浩     | 氏家嘉宏 野道佳代   | 12月25日      |
| 40   |      | 世界第一醜選拔賽 白雪VS愛摩奇絲     | 高橋奈津子          | 中村賢太郎            | 小野田雄亮   | 菅井嘉浩 器田竹一   | 2006年 1月8日 |
| 41   |      | 魔力被奪走了，阿爾維斯的危機        | 神戶一彥            | 奧田誠治              | 福田貴之     | 槙田一章            | 1月15日       |
| 42   |      | 快感，石使者騎士，小甜甜            | 植田浩二            | 奥脇雅晴              | 大関雅幸     | 曾我篤史            | 1月22日       |
| 43   |      | 死亡戰場，驚魂空間                  | 武上純希            | 向中野義雄            | 向中野義雄   | 近藤優次            | 1月29日       |
| 44   | !    | 命運決死戰 那那西VS卡里安           | 植田浩二            | 奥脇雅晴              | 岡崎ゆきお   | 島田賢志            | 2月5日        |
| 45   |      | 雷擊VS雷擊 那那西甦醒的記憶         | 植田浩二            | 山口美浩              | 山口美浩     | 氏家嘉宏 野道佳代   | 2月12日       |
| 46   |      | 新生騎士，復仇伊安                  | 神戶一彥            | 井草かほる            | 小野田雄亮   | 島村恵美子          | 2月19日       |
| 47   |      | 遍體鱗傷的阿爾維斯                  | 静谷伊佐夫          | 奥脇雅晴              | 福田貴之     | 槙田一章            | 2月26日       |
| 48   |      | 憤怒的桃樂絲，沙漠之塔              | 高橋奈津子          | 大関雅幸              | 大関雅幸     | 曾我篤史            | 3月5日        |
| 49   |      | 黑星幫，被侵犯的修練之門            | 武上純希            | 向中野義雄            | 近藤優次     | 近藤優次            | 3月12日       |
| 50   |      | 阿爾維斯和那那西 禁止進入的迷宮     | 植田浩二            | 奥田誠治              | 徳本善信     | 服部ますみ          | 3月19日       |
| 51   |      | 桃樂絲和白雪，魅惑唇膏              | 神戶一彥            | 奥田誠治              | 山口美浩     | 氏家嘉宏 野道佳代   | 3月26日       |
| 52   |      | 傳送吧，希望的第六感                | 武上純希            | 井草かほる            | 小野田雄亮   | 島村恵美子          | 4月2日        |
| 53   |      | 打倒魅影                            | 静谷伊佐夫          | 川口敬一郎            | 川口敬一郎   | 甲藤円              | 4月9日        |
| 54   |      | 艾倫的隱疾                          | 高橋奈津子          | 川口敬一郎            | 大関雅幸     | 曾我篤史            | 4月16日       |
| 55   |      | 無法原諒阿爾維斯                    | 植田浩二            | 川口敬一郎            | 山口美浩     | 近藤優次            | 4月23日       |
| 56   |      | 桃樂絲被吃掉了                      | 静谷伊佐夫          | 川口敬一郎            | 阿久たすく   | 佐野英敏 阿部宗孝   | 4月30日       |
| 57   |      | 白雪笑了                            | 高橋奈津子          | 川口敬一郎            | 篠崎康行     | 高木信一郎          | 5月7日        |
| 58   |      | 發怒的伊安                          | 植田浩二            | 川口敬一郎            | 小野田雄亮   | 島村恵美子          | 5月14日       |
| 59   |      | 銀太東京行                          | 武上純希            | 川口敬一郎            | 川口敬一郎   | 槙田一章            | 5月21日       |
| 60   |      | 失控的那那西                        | 武上純希            | 川口敬一郎            | 大関雅幸     | 曾我篤史            | 5月28日       |
| 61   |      | 端莊的桃樂絲                        | 高橋奈津子          | 川口敬一郎            | 山口美浩     | 近藤優次            | 6月4日        |
| 62   |      | 名偵探艾倫                          | 静谷伊佐夫 武上純希 | 川口敬一郎            | 阿久たすく   | 阿部宗孝            | 6月11日       |
| 63   |      | 阿爾維斯與少女                      | 植田浩二            | 川口敬一郎            | 御廚恭輔     | 佐藤道雄 雨宮英雄   | 6月18日       |
| 64   |      | 小雪的面具                          | 武上純希            | 川口敬一郎            | 小野田雄亮   | 島村恵美子          | 6月25日       |
| 65   |      | 夢遊仙境的莉莉絲                    | 武上純希            | 川口敬一郎            | 川口敬一郎   | 槙田一章            | 7月2日        |
| 66   |      | 雷琴列城公主的秘密                  | 猪爪慎一            | 佐野隆史              | 大関雅幸     | 曾我篤史            | 7月9日        |
| 67   |      | 洛可與新的詛咒ARM                   | 猪爪慎一            | 佐野隆史              | 山口美浩     | 近藤優次            | 7月16日       |
| 68   |      | 最後決戰開始                        | 猪爪慎一            | 瀬藤健嗣              | 瀬藤健嗣     | 阿部宗孝            | 7月23日       |
| 69   |      | 傑克與火焰守護神                    | 猪爪慎一            | 瀬藤健嗣              | 御廚恭輔     | 保田康治            | 7月30日       |
| 70   |      | 再戰，阿爾維斯對羅藍                | 高橋奈津子          | 川口敬一郎            | 小野田雄亮   | 島村恵美子          | 8月6日        |
| 71   |      | 永遠的剎那                          | 高橋奈津子          | 川口敬一郎            | 川口敬一郎   | 槙田一章            | 8月13日       |
| 72   |      | 悲傷的奇美拉                        | 高橋奈津子          | 川口敬一郎            | 大関雅幸     | 小林一三            | 8月20日       |
| 73   |      | 艾倫的舊傷口                        | 静谷伊佐夫          | 大関雅幸              | 山口美浩     | 近藤優次            | 8月27日       |
| 74   |      | 再見了萬聖節                        | 静谷伊佐夫          | 大関雅幸              | 朝日燃       | 阿部宗孝            | 9月3日        |
| 75   |      | 魯貝利亞的誓言                      | 植田浩二            | 佐野隆史              | 御廚恭輔     | 保田康治            | 9月10日       |
| 76   |      | 鮮血之爪                            | 植田浩二            | 佐野隆史              | 小野田雄亮   | 島村恵美子          | 9月17日       |
| 77   |      | 銀太對魅影                          | 武上純希            | 川口敬一郎            | 川口敬一郎   | 槙田一章            | 9月24日       |
| 78   |      | 最兇猛的貓守護者                    | 武上純希            | 川口敬一郎            | 浅見松雄     | 小林一三            | 10月1日       |
| 79   |      | 分曉                                | 武上純希            | 川口敬一郎            | 山口美浩     | 近藤優次            | 10月8日       |
| 80   |      | 可愛的訪客                          | 高橋奈津子          | 瀬藤健嗣              | 朝日燃       | 阿部宗孝            | 10月15日      |
| 81   |      | 碎裂的巴波                          | 植田浩二            | 佐野隆史              | 御廚恭輔     | 保田康治            | 10月22日      |
| 82   |      | 復活的咆哮                          | 植田浩二            | 佐野隆史              | 小野田雄亮   | 島村恵美子          | 10月29日      |
| 83   |      | 伊安與新娘                          | 猪爪慎一            | 川口敬一郎            | 川口敬一郎   | 小丸敏之            | 11月5日       |
| 84   |      | 把白雪搶回來                        | 植田浩二            | 大関雅幸              | 大関雅幸     | 小林一三            | 11月12日      |
| 85   |      | 愛的狂風，西風的掃帚                | 猪爪慎一            | 川口敬一郎            | 山口美浩     | 近藤優次            | 11月19日      |
| 86   |      | 時間輪舞                            | 武上純希            | 阿久たすく            | 阿久たすく   | 阿部宗孝            | 11月26日      |
| 87   |      | 要塞都市，巴爾格幹島                | 猪爪慎一            | 東海林真一            | 御廚恭輔     | 佐藤道雄            | 12月3日       |
| 88   |      | 魅影的夢                            | 高橋奈津子          | 川口敬一郎            | 小野田雄亮   | 服部憲知            | 12月10日      |
| 89   |      | 覺醒的殭屍刺青                      | 植田浩二            | 川口敬一郎            | 高山功       | 名倉智史            | 12月17日      |
| 90   |      | 遺忘的葛拉維亞                      | 武上純希            | 高柳哲司              | 大関雅幸     | 小林一三            | 12月24日      |
| 91   |      | 睡吧，阿爾維斯                      | 猪爪慎一            | 川口敬一郎            | 山口美浩     | 近藤優次            | 2007年 1月7日 |
| 92   |      | 密希媞城堡                          | 武上純希            | 阿久たすく            | 阿久たすく   | 阿部宗孝            | 1月14日       |
| 93   |      | 冥界分解者                          | 植田浩二            | 山崎たかし            | 橋口洋介     | 藤崎賢二            | 1月21日       |
| 94   |      | 薔薇花謝又花開                      | 高橋奈津子          | 川口敬一郎            | 小野田雄亮   | 服部憲知            | 1月28日       |
| 95   |      | 白雪的真相                          | 猪爪慎一            | 小高義規              | 高山功       | 名倉智史            | 2月4日        |
| 96   |      | 和平的假象                          | 武上純希            | 佐野隆史              | 大関雅幸     | 小林一三            | 2月11日       |
| 97   |      | 消散於火焰中，沉睡於水中            | 猪爪慎一            | 山崎たかし            | 山口美浩     | 近藤優次            | 2月18日       |
| 98   |      | 再見了，善良的CHESS                 | 植田浩二 猪爪慎一   | 瀬藤健嗣              | 瀬藤健嗣     | 藤崎賢二            | 2月25日       |
| 99   |      | 阿爾維斯之光                        | 猪爪慎一            | 佐野隆史              | 小野田雄亮   | 服部憲知            | 3月4日        |
| 100  |      | 悲傷的狂風，西風的掃帚              | 高橋奈津子          | 川口敬一郎            | 高山功       | 名倉智史            | 3月11日       |
| 101  |      | 銀太對主人                          | 武上純希            | 川口敬一郎            | 大関雅幸     | 小林一三            | 3月18日       |
| 102  |      | 興奮的感覺停不下來                  | 武上純希            | 川口敬一郎            | 川口敬一郎   | 近藤優次            | 3月25日       |

### 播放電視台
| 播放電視台     | 播放日期                                                   | 播放時間                                  |
| -------------- | ---------------------------------------------------------- | ----------------------------------------- |
| 東京電視台     | 2005年4月3日 - 2007年3月25日                               | 星期日 10:00 - 10:30                      |
| 瀨戶內電視台   | 2005年4月3日 - 2007年3月25日                               | 星期日 10:00 - 10:30                      |
| 北海道電視台   | 2005年4月3日 - 2007年3月25日                               | 星期日 10:00 - 10:30                      |
| 愛知電視台     | 2005年4月3日 - 2007年3月25日                               | 星期日 10:00 - 10:30                      |
| 大阪電視台     | 2005年4月3日 - 2007年3月25日                               | 星期日 10:00 - 10:30                      |
| TVQ九州放送    | 2005年4月3日 - 2007年3月25日                               | 星期日 10:00 - 10:30                      |
| BS JAPAN       | 2005年4月 - 2006年4月 -                                    | 星期四 19:25 - 19:55 星期四 19:30 - 20:00 |
| AT-X           |                                                            |                                           |
| Toon Disney    |                                                            |                                           |
| 青森朝日放送   | 2005年4月 -                                                | 星期一 16:00 - 16:30                      |
| 秋田電視台     | 2005年5月 -                                                | 星期二 16:25 - 16:55                      |
| 岩手可愛電視台 | 2005年4月 -                                                | 星期三 16:54 -17:24                       |
| 東日本放送     | 2005年5月 - 2006年4月 -                                    | 星期三 16:00 -16:30 星期三 15:54 - 16:24  |
| 長野放送       | 2005年5月 -                                                | 星期三 16:00 - 16:30                      |
| 靜岡朝日電視台 | 2005年8月 - 2006年3月 2006年4月 -                          | 星期日 12:00 - 12:27 星期六 6:00 - 6:30   |
| 鬱金香電視台   | 2005年6月 - 2006年4月 -                                    | 星期三 15:55 -16:25 星期一 15:57 - 16:27  |
| 廣島HOME電視台 | 2005年7月19日 - 2006年3月28日 2006年4月8日 - 2007年8月25日 | 星期二 15:50 - 16:20 星期六 6:30 - 7:00   |
| 山口電視台     | 2005年7月 - 2006年4月 -                                    | 星期六 10:47 - 11:16 星期一 16:20 - 16:50 |
| 南海放送       | 2005年6月 - 2006年4月 -                                    | 星期四 15:55 - 16:25 星期四 15:51 -16:21  |

### 海外播映
| 台灣 華視 星期日18:00-18:30節目                                     | 台灣 華視 星期日18:00-18:30節目                             | 台灣 華視 星期日18:00-18:30節目 |
| ------------------------------------------------------------------- | ----------------------------------------------------------- | ------------------------------- |
|                                                                     | 魔兵傳奇 第1～52集 （2006年8月6日－2007年9月2日）           |                                 |
| —                                                                   | —                                                           |                                 |
| 台灣 華視 星期六18:00-18:30節目                                     |                                                             |                                 |
| KERORO軍曹 第3季                                                    | 新魔兵傳奇 第53～102集 （2008年4月5日－2009年3月21日）      | 新名偵探柯南                    |
| 台灣 華視 星期一至五18:00-18:30節目（4月15日起改至17:30-18:00播出） |                                                             |                                 |
| 火影忍者疾風傳 重播，第1～40集                                      | 魔兵傳奇 重播，第53～102集 （2009年3月13日－2009年5月21日） | 棋靈王 重播                     |

| 中國 星空衛視 星期一至五18:00-19:00節目（11月6日播出時間為18:30-19:00） | 中國 星空衛視 星期一至五18:00-19:00節目（11月6日播出時間為18:30-19:00） | 中國 星空衛視 星期一至五18:00-19:00節目（11月6日播出時間為18:30-19:00） |
| ----------------------------------------------------------------------- | ----------------------------------------------------------------------- | ----------------------------------------------------------------------- |
|                                                                         | 魔兵傳奇 （2009年11月6日－2010年1月17日）                               |                                                                         |
| 海賊王                                                                  | 名侦探柯南                                                              |                                                                         |

### 相關商品
CD
收錄動畫內的所有曲目。
- （2007年3月14日發售、產品編號：GZCA-5098）

## 遊戲
全由Konami公司發行販售。

以原作最終章为基础的支线剧情，动画部分內容改編自這款游戏。
使用任天堂DS平台
2006年9月7日發售

使用任天堂DS平台
2006年3月30日發售

使用PlayStation 2平台
2005年11月3日發售

使用Game Boy Advance平台
2005年6月30日發售